# Hypsopanchax platysternus
Hypsopanchax platysternus är en fiskart som först beskrevs av Nichols och Griscom, 1917.  Hypsopanchax platysternus ingår i släktet Hypsopanchax och familjen Poeciliidae. IUCN kategoriserar arten globalt som livskraftig. Inga underarter finns listade i Catalogue of Life.